# Bruderfelsen
Der Bruderfelsen ist eine Felsformation im Pfälzerwald. Er ist als Naturdenkmal ausgewiesen.

## Lage
Der Buntsandsteinfelsen liegt inmitten des Gräfensteiner Land und befindet sich in unmittelbarer Nähe des Siedlungsgebiets der Stadt Rodalben oberhalb der Baumbuschstraße. Etwas weiter südlich verlaufen der Langenbach und die Landesstraße 482. Rund zwei Kilometer südwestlich befindet sich die Bärenhöhle.

## Beschaffenheit
Die Felsformation stellt einen größtenteils unterirdisch befindlichen Hangfelsen dar und entstand infolge von Erosion. Sie besteht aus zwei oberirdischen Säulen.

## Geschichte und Sage
Der Sage nach erblickten zwei Brüder ein im näheren Einzugsgebiet lebendes Zigeunermädchen, in das sie sich verliebten und was in einen Konkurrenzkampf mündete. Schließlich kam es zu einem Zweikampf, bei dem keiner der beiden die Oberhand gewann. Als die Temperaturen vor Ort fielen, erstarrten die beiden Brüder zu Felsen. Der Bruderfelsen gilt mittlerweile als Wahrzeichen der Stadt Rodalben.

## Tourismus
Mehrere Etappen des Rodalber Felsenwanderweges führen am Bruderfelsen vorbei; eine Abbildung des letzteren ist in dessen Logo integriert.